# Spodnja vesca
Spodnja vesca (nemško Niederdörfl) je vas v občini Bilčovs v Okraju Celovec-dežela, Koroška, Avstrija.